# Gravat Flammarion
El gravat Flammarion és una coneguda il·lustració que apareix al llibre de Camille Flammarion L'Atmosphere: Météorologie Populaire (París, 1888), a la seva pàgina 163, i que ha estat utilitzada en multitud d'ocasions per a representar el descobriment de l'astronomia per l'ésser humà. En l'actualitat, poden trobar-se nombroses versions d'aquesta il·lustració acolorides.
Aquesta enigmàtica il·lustració, d'autor desconegut, mostra un home (possiblement un astrònom) observant a través de l'atmosfera terrestre com si aquesta fos una cortina que es pogués apartar i observar d'aquesta manera el funcionament de l'univers. El text que acompanya l'obra original de Flammarion diu: 
| « | Què és llavors aquesta volta blava, que certament existeix i ens impedeix veure les estrelles durant el dia. | » |

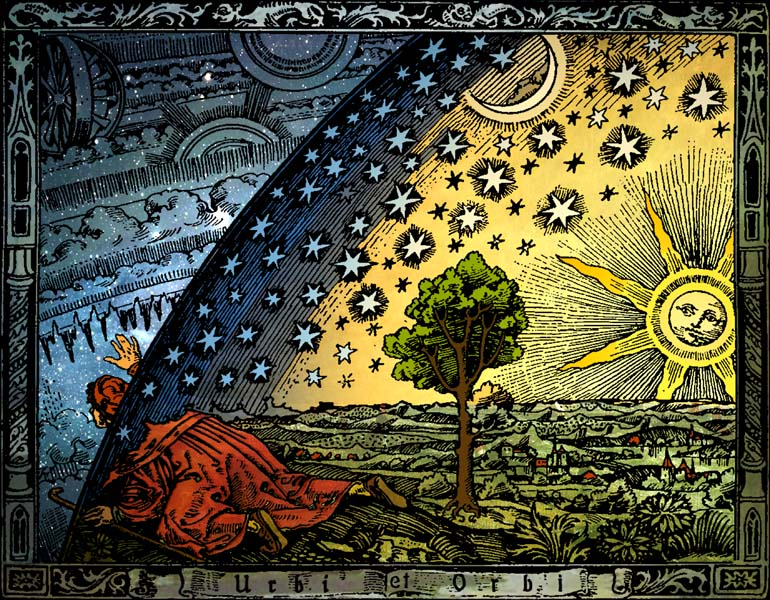
Universum, Flammarion, gravat, París (1888); versió acolorida d'Hugo Heikenwaelder, Viena (1998)

El gravat és descrit incorrectament en nombroses fonts com un treball medieval a causa de la visió simple del món i, fins i tot, és considerada una il·lustració de la Terra plana; el gravat, però, va ser realitzat sens dubte més tard, encara que no se'n coneix la data. Flammarion era conegut també per la seva afició als llibres astronòmics antics, i tenia obres de Kepler, Brahe o Isaac Newton.